# 萬石浦站
萬石浦站（日语：／ Mangokuura eki */?）是一位於日本宮城縣石卷市、屬於東日本旅客鐵道（JR東日本）石卷線的鐵路車站，是JR民營化後首批開始的車站，以服務垂水町及附近一帶（如一番圍、二番圍等）的民居為主的通勤車站。
在2011年發生的東北地方太平洋沖地震中，由於車站位於離海岸較遠的位置，月台及站舍並未受到損壞，不過因路軌仍有輕微移位，加上通往女川方向的路段破壞較嚴重，經評估後，最終待澤田站及浦宿站修復後才重新開通。

## 車站結構
以鋼板搭建而成的組合屋式簡易站房1座，貼近路軌旁而興建。站舍兼備候車室的功能，並設自動售票機1座。站舍出入口與前往月台的樓梯相對連接，並設有上蓋，靠近路軌的一邊則建有欄杆以防止乘客或其他人士誤入路軌範圍。
站舍對面設有單車停泊場及開放式洗手間。
設有由鐵架及鋼板所搭建而成的側式月台1座，為1線1面、列車不能交換的設計，有效長度為4輛。出入口設於末端向澤田站方向。除了靠近出入口約1節長度的月台附設月台上蓋外，其餘部份均為露天部份。列車靠站時，往女川方向為右側上落；往小牛田方向為左側上落。

## 歷史
- 1987年4月26日：車站開業。
- 2011年：

- 3月11日：發生東北地方太平洋沖地震，引發的海嘯令全線不通。
- 4月21日：路線改以替代巴士行走，往來女川～石卷間，途經本站。

- 2012年3月17日：石卷～渡波復駛，替代巴士改為行駛渡波～女川間[4]。
- 2013年3月16日：渡波～浦宿復駛[5][6][7]，替代巴士不再停靠本站。

## 相鄰車站
東日本旅客鐵道
■石卷線（包括■■仙石東北線）
■快速（紅快速）、■普通
渡波－萬石浦－澤田

## 外部連結
- JR東日本萬石浦站公式網頁。 （页面存档备份，存于）（日語）